# On a le temps pour nous
 On a le temps pour nous es una película coproducción de Bélgica.  Senegal y Burkina Faso filmada en colores dirigida por Katy Ndiaye sobre su propio guion que se estrenó en 2019 en Bélgica. La película integró la selección oficial en el Festival Panafricano de Cine y Televisión de Uagadugú 2019.

## Ubicación histórica
En 2005 Blaise Compaore fue elegido presidente en comicios con boicot de la oposición y una baja participación. En octubre de 2914 seguía como presidente y preparaba una enmienda legal para poder continuar como tal. El 30 de octubre de 2014 una multitud asaltó el Parlamento, la sede central de la televisora nacional y otros edificios públicos e incendió automóviles. La votación sobre la enmienda fue suspendida y más tarde las fuerzas armadas disolvieron las instituciones gubernamentales y establecieron el toque de queda. Al día siguiente renunció Compaoré, y fue reemplazado por un gobierno de transición.

## Sinopsis
Documental acerca de la vida de Serge Bambara, conocido como Smockey, que adoptó el rap para expresarse artísticamente y como instrumento para las luchas políticas que abraza. Recorrió su país durante casi dos años bregando por la necesidad de recuperar el poder a través del compromiso cívico y estuvo en las manifestaciones de octubre de 2014. La película habla de todo eso a la vez que intenta proporcionar elementos para un balance.